# Степова балка (пам'ятка природи, Золотоніський район)
Степова балка — ботанічна пам'ятка природи.
Об'єкт розташований на території Новодмитрівської сільської громади Золотоніського району Черкаської області, біля села Антипівка.
Площа — 4,4 га.
Статус отриманий 2022 року.
Охороняється ділянка степової рослинності, на якій зростає популяція ковили волосистої (Stipa capillata L), рідкісного виду рослин, занесеного до Червоної книги України.